# Pajtuny (powiat olsztyński)
Pajtuny – wieś w Polsce położona w województwie warmińsko-mazurskim, w powiecie olsztyńskim, w gminie Purda.
W latach 1975–1998 miejscowość należała administracyjnie do województwa olsztyńskiego. Wieś znajduje się w historycznym regionie Warmia.
W Pajtunach znajduje się młyn z 1789, a na wschód od zabudowań miejscowości Pajtuńskie Jezioro.